# Another Day (bài hát của Paul McCartney)
"Another Day" là bái hát Paul McCartney thu âm tại New York vào năm 1970 trong lúc thu âm cho album Ram. Dù đây là đĩa đơn đầu tiên trong sự nghiệp hát đơn của McCartney, "Another Day" lại được viết và preview trong những buổi thu cho album Let It Be của The Beatles năm 1969. Bài hát được phát hành ngày 19 tháng 2 năm 1971 tại Anh Quốc với mặt B là "Oh Woman, Oh Why". Cả hai bài hát đều không nằm trong album Ram.

## Lịch sử
Phong cách của "Another Day" gợi nhớ lại "Eleanor Rigby"; Denny Seiwell, tay trống hỗ trợ trong những buổi thu cho Ram, gọi bài hát này là "'Eleanor Rigby' của Thành phố New York." Lời bài hát miêu tả cuộc sống vất vả và buồn bã của một người phụ nữ tại chỗ làm và ở nhà.
Vợ của Paul, Linda McCartney, đóng góp phần hòa âm vocal cho "Another Day". Paul lúc đó cố gắng hướng đến một phong McCartney độc đáo, không giống với The Beatles. McCartney quyết định ghi tên Linda là người đồng sáng tác hơn nửa số bài hát trong Ram và sau đó là cả "Another Day." Ông khẳng định rằng Linda hết sức nhiệt tình cộng tác khi đưa ra nhiều gợi ý quý giá về ời và giai điệu, dù cô không phải là người có thiên chất về âm nhạc. Sau này việc Linda là người đồng sáng tác bị xem là động cơ kinh doanh trong các vấn đề pháp lý thời hậu Beatles. Vào năm 1971, Northern Songs và Maclen Music kiện Paul và Linda McCartney vì vi phạm thỏa thuận quyền độc quyền do đã hợp tác sáng tác "Another Day". Vào tháng 6 năm 1972, ATV tuyên bố rằng "các bất đồng giữa các bên đã được dàn xếp ổn thỏa" còn Paul và Linda thì ký một hợp đồng cho phép đồng phát hành giữa ATV và McCartney Music trong thời hạn bảy năm.
McCartney lần đầu biểu diễn bài hát tại World Tour của ông năm 1993 và 20 sau trong 2013 Out There Tour.

## Xếp hạng
Bài hát đạt vị trí thứ 5 tại Hoa Kỳ và thứ hai tại Anh Quốc vào tháng 3 năm 1971. Tại Úc, có một tuần giữ vị trí quán quân. Bài hát cũng từng giữ vị trí số một ở Pháp.
| Bảng xếp hạng (1971)         | Peak position |
| ---------------------------- | ------------- |
| Australian KMR               | 1             |
| Áo                           | 10            |
| Bỉ (Flanders)                | 10            |
| Canadian RPM Top 100 Singles | 4             |
| Canadian RPM MOR             | 6             |
| Hà Lan                       | 3             |
| Irish Singles Chart          | 1             |
| Nhật Bản                     | 6             |
| Na Uy VG-lista               | 3             |
| Tây Ban Nha                  | 1             |
| Thụy Sĩ                      | 7             |
| UK Singles Chart             | 2             |
| US Billboard Hot 100         | 5             |
| US Billboard Easy Listening  | 4             |
| Tây Đức                      | 6             |

| Bảng xếp hạng (1971)                      | Xếp hạng |
| ----------------------------------------- | -------- |
| Australia GoSet                           | 50       |
| Canadian RPM Singles Chart                | 58       |
| Hà Lan                                    | 64       |
| Nhật Bản                                  | 43       |
| U.S. Billboard Top Pop Singles            | 60       |
| U.S. Billboard Top Easy Listening Singles | 44       |

| Khu vực           | Doanh thu |
| ----------------- | --------- |
| Nhật Bản (Oricon) | 247.000+  |

## Trong văn hóa đại chúng
Bài hát được nhắc tới trong bài hát "How Do You Sleep?" của John Lennon ở đoạn "The only thing you done was 'Yesterday', and since you've gone you're just 'Another Day'".
Bài hát được phát trong một tập phim The Simpsons vào năm 2009 có tựa đề "Bart Gets a 'Z'", cũng như nhiều bộ phim điện ảnh như 50 First Dates (2004) và The Lovely Bones (2009).